# Tatars de Chine
Les Tatars de Chine (en tatar : Кытай татарлары), ou simplement Tatars (chinois simplifié : 塔塔尔族), sont un groupe ethnique turc du Xinjiang, en Chine. Ils font partie des 56 groupes ethniques officiellement reconnus par le gouvernement chinois.
En 2020, 3 544 Tatars chinois vivaient au Xinjiang, principalement dans les villes de Yining, Tacheng et Ürümqi. Le canton ethnique tatar de Daquan du comté de Qitai, dans la préfecture autonome hui de Changji, qui se trouve au bord du désert de Gurbantünggüt, est la seule subdivision désignée pour les Tatars chinois.

## Culture
Les Tatars chinois sont les descendants des Tatars de la Volga qui ont migré vers le Xinjiang depuis leur région natale d'Idel-Oural, dans l'actuelle Russie. Les Tatars ont traditionnellement joué le rôle de médiateurs entre les Russes et les peuples musulmans autochtones du Xinjiang. La première vague de peuplement permanent des Tatars au Xinjiang a commencé en 1851, principalement dans des villes comme Yining. Les Tatars ont apporté des idées progressistes et de nouvelles institutions au Xinjiang, où ils se sont ancrés dans le tissu culturel et politique de la région. Des écoles jadid (y compris des institutions pour filles), des mosquées et des bibliothèques destinées à la communauté tatare ont été ouvertes dans la seconde moitié du XIXe siècle et dans les premières décennies du XXe siècle. Durant cette période, de nombreux intellectuels sont venus du Tatarstan pour former les enseignants des écoles et des collèges.
Les Tatars chinois parlent une variante archaïque de la langue tatare, exempte de mots empruntés au XXe siècle, et utilisent l'alphabet arabe tatar, qui a été progressivement abandonné en Union soviétique dans les années 1930.
Les Tatars chinois sont des musulmans sunnites. La plupart des Tatars parlent ouïghour et utilisent l'écriture arabe ouïghoure.

## Des personnalités remarquables
- Burhan Shahidi (1894–1989), président du gouvernement de la RAU du Xinjiang
- Habib Yunich (1905–1945), ministre de l'Éducation de la deuxième République du Turkestan oriental
- Zunun Taipov (1917-1984), lieutenant général de l'Armée populaire de libération
- Asgat Iskhakov (1921–1976), vice-président du gouvernement de la RAU du Xinjiang
- Margub Iskhakov (1923–1992), lieutenant général de l'Armée populaire de libération